# Polyrhachis trophima
Polyrhachis trophima is een mierensoort uit de onderfamilie van de schubmieren (Formicinae). De wetenschappelijke naam van de soort is voor het eerst geldig gepubliceerd in 1863 door Smith, F..